# Вајлант арена
Вајлант арена је ледена спортска дворана у швајцарском зимском центру Давос. Дворана има капацитет од 7.080 места, а у њој своје утакмице као домаћин игра хокејашки клуб Давос. Традиционално у овој дворани се у последњој недељи децембра одржава хокејашки турнир Шпенглеров куп.
На месту данашње дворане постоји велико клизалиште на отвореном (енгл. Eisstadion Davos) које је у прошлости било место одржавања бројних међународних такмичења, између осталих Шпенглеровог купа и такмичења у брзом клизању. Налази се на надморској висини од 1.560 метара.
Први покушаји наткривања отвореног клизалишта почели су 1970. године али се из финансијских разлога убрзо одустало од тог пројекта. Кровна конструкција од дрвета постављена је 1979. када је локални хокејашки клуб ХК Давос избори пласман у швајцарску елитну лигу. Године 1981. дворана је затворена са бочних страна постављањем великих стаклених панела.
Дворана је први пут значајније дограђена 1998. када је комплетно реновирана западна трибина на коју су постављена пластична седишта на два нивоа. Тако је капацитет дворане повећан на 7.680 места.
Током 2005. изграђени су модеран ресторан, ВИП ложе и места за спонзоре, а комплетно су реновиране и свлачионице у северном делу дворане. Капацитет је због тих радова смањен на 7.080 места. И наредне године вршени су мањи радови по питању безбедности на јужној и источној трибини, а додати су и велики рекламни видео зидови.
У јануару 2007. дворана је преименована у Ваилант арена према главном спонзору који је уложио око три милиона евра за будуће трошкове одржавања.
Службени власник дворане је град Давос, а њеним радом управља локална туристичка организација.

## Галерија
- widths="200px"
- Хокејашка утакмица у току
- Кровна конструкција
- Поглед на улаз ноћу
- Ваилант арена